# Melinda elegans
Melinda elegans är en tvåvingeart som beskrevs av Hiromu Kurahashi 1970. Melinda elegans ingår i släktet Melinda och familjen spyflugor.
Artens utbredningsområde är Fiji. Inga underarter finns listade i Catalogue of Life.